# ワレイタムシ
ワレイタムシ（割れ板虫、割板類、ワレイタムシ類、Trigonotarbid、学名：Trigonotarbida）は、鋏角亜門クモガタ綱に分類される化石節足動物の分類群の1つ。分類学上はワレイタムシ目とされる。クモに似た姿と、横で数枚に分かれた背面の外骨格を特徴とする。
約70種が知られ、化石クモガタ類の中では特に繁栄した分類群である。デボン紀と石炭紀の種類を中心とし、シルル紀からペルム紀にかけて生息していた。生態と分類学的位置に関与する重要な特徴が保存状態の良い化石によって判明し、比較的に研究が進んでいる。

## 形態
体長は数mmから5cm以上に及ぶ。一見してクモに似ているが、体は丈夫で、前体と後体の間にあるくびれもクモほど極端でなく、毒腺・触肢器・糸疣などというクモとして決定的な特徴はない。牙のような鋏角や2対の書肺などを有し、基本的体制は四肺類（クモ・ウデムシ・サソリモドキなど）のクモガタ類に共通するが、横で3枚以上の外骨格分かれた背板などというクツコムシに似た特徴も見られる。剛毛・口器・書肺・関節・爪など細部の構造は、主にパレオカリヌス（Palaeocharinus）の保存状態が例外的に良好な化石標本によって知られる。

### 前体
前体（prosoma, 頭胸部 cephalothorax ともいうが、頭部そのものに相当）は先節と直後6節の体節の癒合でできた合体節とされる。背面は1枚の背甲（carapace, prosomal dorsal shield）に覆われ、その形は科によって異なり、前端中央は正面に突出する。この突出部は頭楯（clypeus）と呼ばれるが、同じ呼称の昆虫や甲殻類などの頭楯とは別器官である。背甲は少なくとも中央辺りに1対の単眼である中眼（median eye, median ocellus）をもつ。デボンワレイタムシ科の場合、背甲の左右に集約した側眼（lateral eye）があり、3つの大きなレンズとその間に散在する数多くの小さなレンズに構成される。そのレンズ数は最多15対で、複眼に近い性質が現れる。前体の腹面は1枚の腹板（sternum）があり、その左右は脚の基節（coxa）に囲まれる。他のクモガタ類と同様、前体には鋏角1対・触肢1対・脚4対という第1-6体節由来の計6対の付属肢（関節肢）をもつ。
鋏角（chelicera）は背甲の前部に覆われ、2節の折りたたみナイフ型（亜鋏状、clasp-knife chelicerae）である。鋏角全体は下に向かって平行に折りたたみ、左右は触肢の基節に挟まれる。この配置の折りたたみナイフ型鋏角はクモガタ類の中でも本群特有で、「palaeognath」と呼ばれる（他の折りたたみナイフ型鋏角は前向きで平行動作する「orthognath」、もしくは下向きで左右動作する「labidognath」）。基部の肢節は頑丈で内側に棘と集密した剛毛があり、先端の肢節は牙のように尖って内側に曲がる。ウデムシやサソリモドキのように牙の部分にも剛毛があるが、さほど集密ではない。

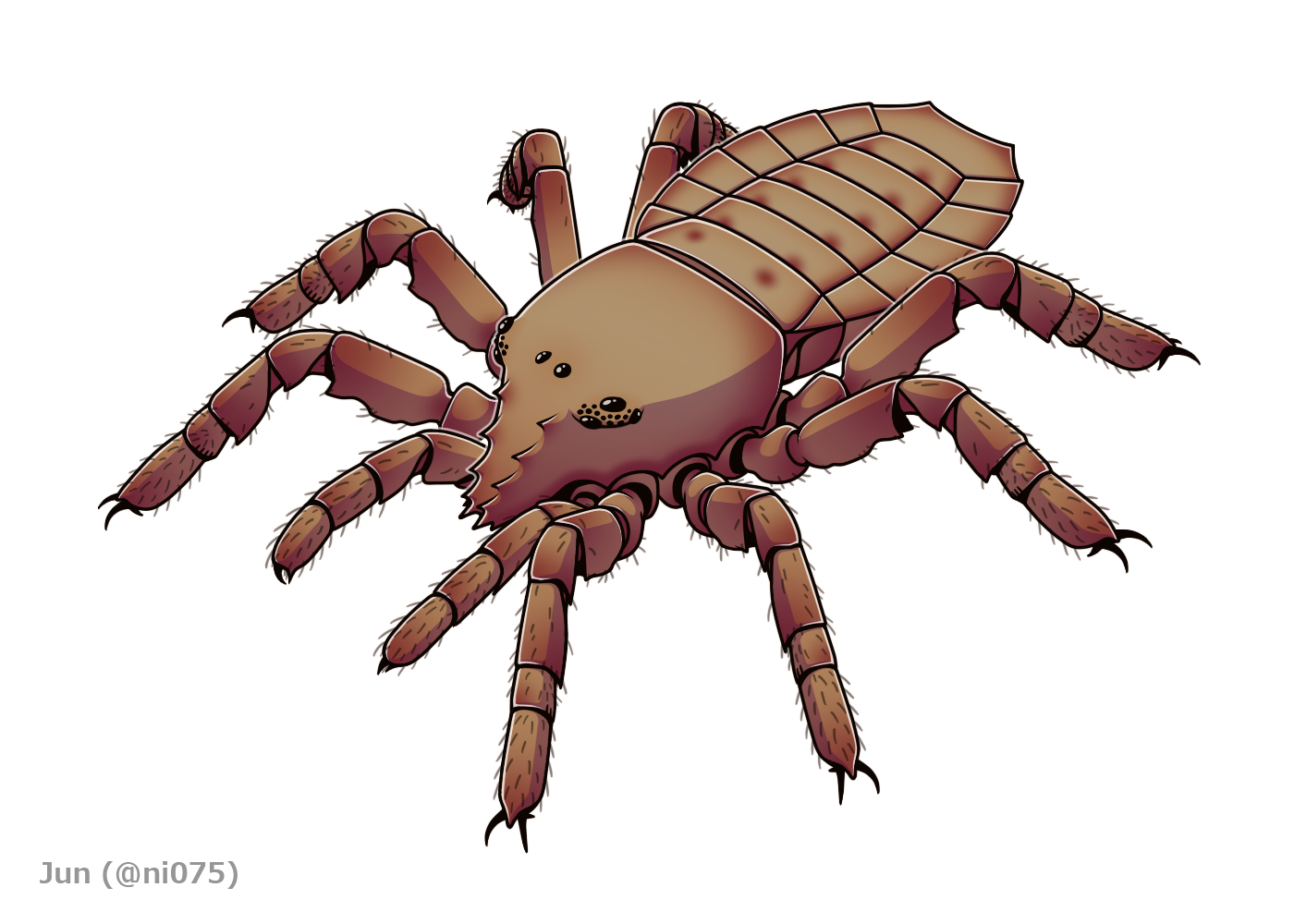
触肢の先端に小さな鋏をもつことが知られるパレオカリヌス

触肢（pedipalp）は直後の脚より少し短い歩脚状で見かけ上6節（基節・転節 trochanter・腿節 femur・膝節 patella・脛節 tibia・跗節 tarsus）からなり、クモの触肢器やウデムシの棘のように顕著に特化した構造はないが、少なくとも一部の種類は、その先端に前跗節（pretarsus, apotele）の爪と跗節内側の突起でできた小さな鋏がある。
脚は歩脚状で見かけ上7節（基節・転節・腿節・膝節・脛節・蹠節 metatarsus/基跗節 basitarsus・跗節/端跗節 telotarsus）からなり、先端にある前跗節は、左右の大きな2本と中央の小さな1本の爪がある。4対の脚は通常ではほぼ同形だが、一部の種類は前方の脚がやや強大化している。
少なくとも一部の種類の触肢と第1脚基節は、口側に向けて配置される棘や剛毛などの突起物がある。
上唇（labrum）と下唇（labium）は小さく、鋏角と腹板の間に配置され、口は上唇と下唇の間のやや奥に開く。上唇と下唇の内側、いわゆる口への通り道には短い剛毛が並んでいる。

### 後体

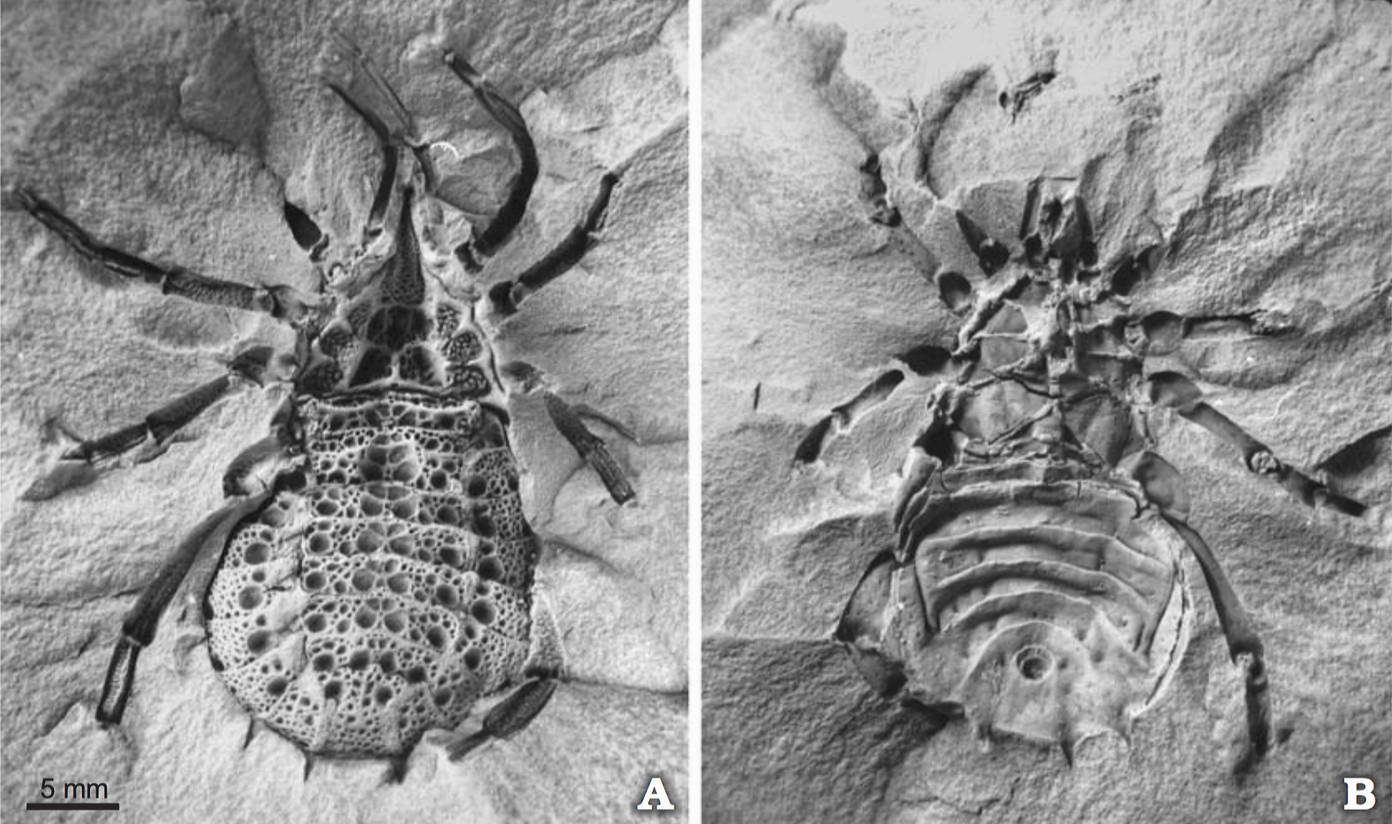
の化石の背面（1枚目）と腹面（2枚目）。腹面写真の下部に小さな後体最終2節が見える。

後体（opisthosoma, 腹部 abdomen ともいうが、胴部に相当）は楕円形で、腹面は椀のように膨らむのに対して背面は平たい。12節の体節が含まれるが、その一部は退化や癒合が進んでいるため、一見では体節がそれより少なく、特に古い文献では8から11節と見間違われることもある。

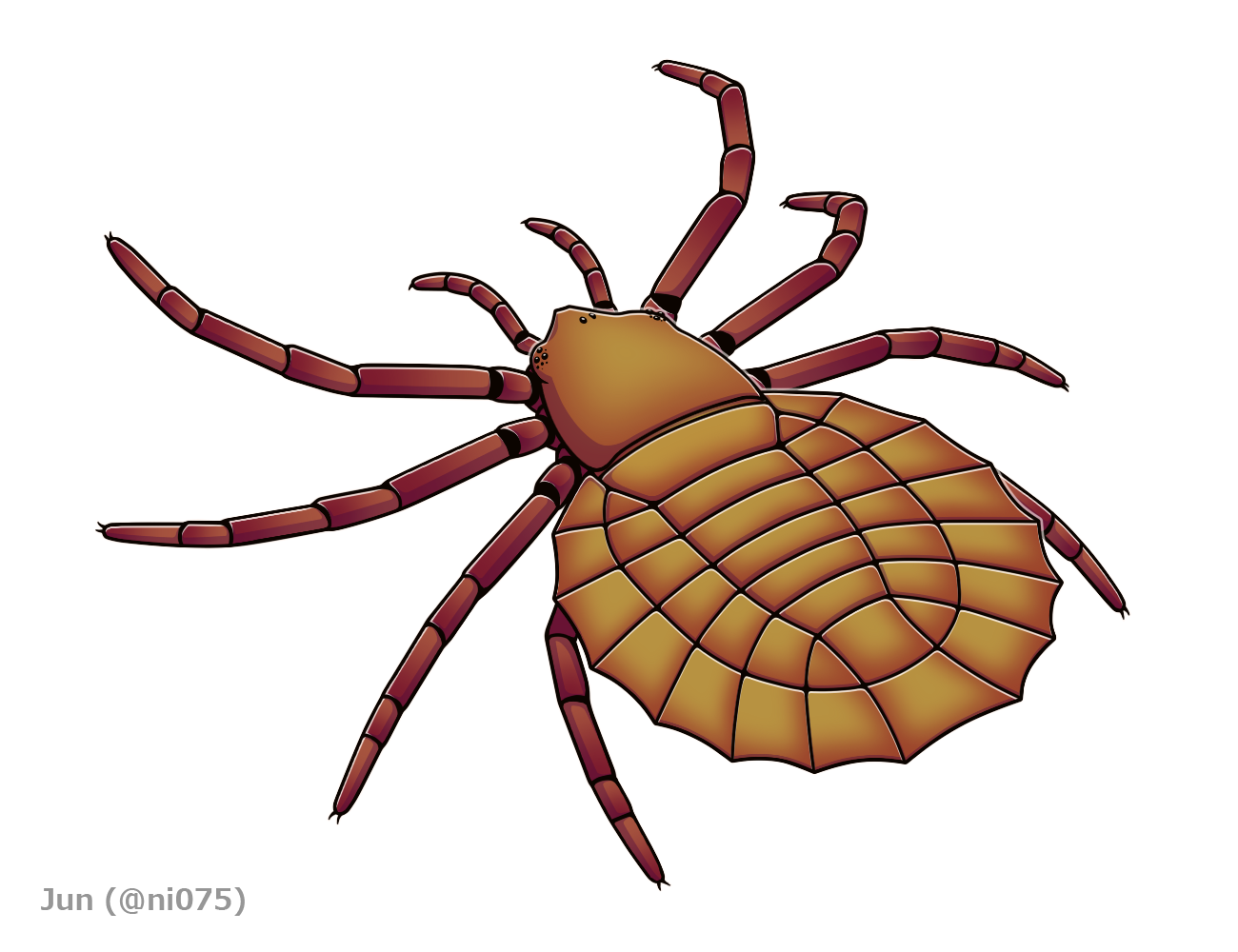
5枚に細分された背板をもつ （マルワレイタムシ科）

第1節は少し幅狭くて知る限り腹板はなく、その背板の前半部以上は直前の背甲の下に隠れ、「locking ridge」という凹凸で背甲と相互に嵌め込まれる構造になる。第2-3節の背板は原則として前後癒合する。本群の決定的な特徴の1つでもあり、後体第2-8節（一部の科では第9節まで）の背板は横で3枚以上（中央1枚と左右2枚以上）の外骨格に細分される。マルワレイタムシ科の種類では更に細分化が進んで5枚になる。各腹板の境目は後方ほど左右が後ろ向きに湾曲する。最終3節（第10-12節）の外骨格は1つの体環（body ring）にまとまり、背板と腹板の区別はない。多くの場合、この3節は直前の第9節の腹面に配置されるため、背側からは観察できない。第10節は後体の後縁に当たる一面の三角形で、最終の2節はその中央に配置される。最終2節は円筒状でとても小さく、まとめて後腹部（postabdomen）や尾部（pygidium）と呼ばれることもあり、肛門がその末端にあるとされる。尾節（telson）はない。
四肺類と同様、2対の書肺は第2-3節に配置されるため、それを覆いかぶさった腹面2枚の外骨格はおそらく腹板ではなく、付属肢由来の蓋板（operculum）だと考えられる。書肺の構造は四肺類やサソリのものと同じく、数十枚の肺葉（ラメラ lamella）の間には数多くの小柱（trabecula）が配置される。前方の蓋板（生殖口蓋 genital operculum）の後縁にある隙間は生殖口（gonopore）と考えられ、後方の蓋板の直後には「ventral sacs」という付属肢由来と思われる1対の突起物がある。
| 体節の番目 | 1                     | 2                               | 3                               | 4                      | 5         | 6         | 7         | 8         | 9         | 10   | 11           | 12           |
| ---------- | --------------------- | ------------------------------- | ------------------------------- | ---------------------- | --------- | --------- | --------- | --------- | --------- | ---- | ------------ | ------------ |
| 構造       | 背板（locking ridge） | 背板（第3背板と癒合） 蓋板+書肺 | 背板（第2背板と癒合） 蓋板+書肺 | 背板 腹板 ventral sacs | 背板 腹板 | 背板 腹板 | 背板 腹板 | 背板 腹板 | 背板 腹板 | 体環 | 体環（微小） | 体環（微小） |

### 他のクモガタ類との類似点
折りたたみナイフ型の鋏角や後体第2-3節にある2対の書肺を有するなど、クモガタ類の中でワレイタムシ類の基本体制は四肺類的である。しかしその同時に、横で3枚に細分される背板・相互に嵌め込まれる背甲と第1背板（locking ridge）・先端に小さな鋏をもつ触肢など、クツコムシ類に共通する特徴もいくつか挙げられる。その他にも、内側に剛毛のある上唇と下唇はコヨリムシ類に似て、蓋板の直後に ventral sac をもつことはウデムシ類に共通する。ワレイタムシ類は、このような特徴に加えて、背甲前端の頭楯・後体第1腹板の欠如・後ろ向きに湾曲する後体の腹板などの形質の組み合わせによって他のクモガタ類から区別される。

## 生態
空気呼吸に適した書肺・陸上活動に適した体型・体外消化に適した口器など、ワレイタムシは陸棲であったことは、少なからぬ根拠により根強く示唆される。本群はおそらく森林の地表を徘徊し、他の小型節足動物を主食とする捕食者であったと考えられる。
ワレイタムシ類は現生の四肺類のように、鋏角で獲物を掴んでは消化液を吐き出して餌を体外消化し、上唇と下唇の隙間で液化した餌を吸収できたと考えられる。鋏角・上唇・下唇などに配置される剛毛は現生四肺類と同じく、液状の餌から不要な固形物を濾過するフィルターとされるが、ワレイタムシ類のそれが現生四肺類に比べて特化は進んでいない（剛毛は短く少ない）ため、濾過効率は比較的に低かったと推測される。多くの現生クモガタ類と同様、触肢と第1脚基節の突起物は摂食行動を補助する口器であったと考えられる。前方の脚が強大な種類は、カニグモと似た方法で捕食をしていたと推測される。背向きに配置される小さな眼は鋭い視力に不向きであるため、ワレイタムシは視力以外の感覚（触覚・振動など）に頼って獲物を探していたと考えられる。

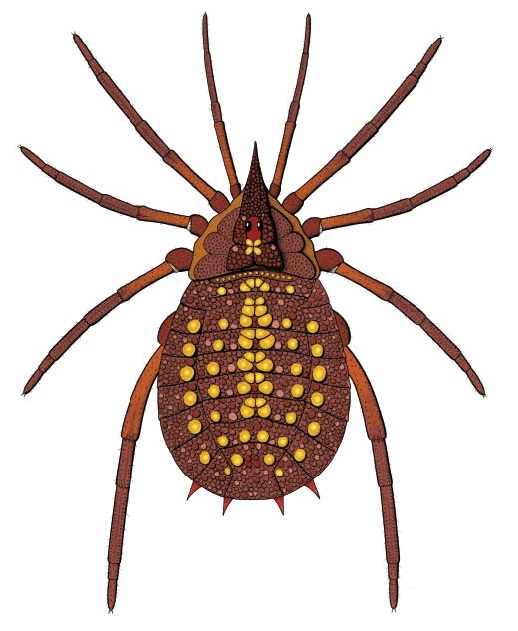
Dunlop & Garwood (2014) による、アカザトウムシ亜目のザトウムシに基づいて着色されたトゲワレイタムシ科のワレイタムシの1種 の復原図。

トゲワレイタムシ科の種類の後半部は、アカザトウムシ亜目（Laniatores）のザトウムシのように発達したコブや棘がある。これらの特徴はそのザトウムシと同じく、天敵から身を守るのに役立つと考えられ、収斂進化の一例として挙げられる。それを踏まえて、トゲワレイタムシ科の種類は、アカザトウムシ亜目において一般的な警告色もあったのではないかという説もある。石炭紀に生息したトゲワレイタムシ科のこのような防御的特徴の進化は、同じ地質時代で繁栄し始めた陸棲脊椎動物による捕食圧が原因と推測される。
ワレイタムシの ventral sacs の機能は、それ有する現生クモガタ類（ウデムシ、コヨリムシなど）と同じく未解明である。生殖口に当たる後体第2節とは別の位置にあるため、少なくとも生殖器ではなかったとされる。

## 分類
クモ・ウデムシ・サソリモドキなどを含んだ四肺類に共通する基本体制（主に折りたたみナイフ型の鋏角と後体第2-3節にある2対の書肺）をもつことにより、クモガタ類の中で、ワレイタムシは少なくとも四肺類に近縁で、現生の四肺類に対して基盤的であることが広く認められる。90前代前後では、ワレイタムシは四肺類に内包されたが、2007年以降では四肺類の姉妹群として、共に Pantetrapulmonata を構成するとされる方が一般的である。

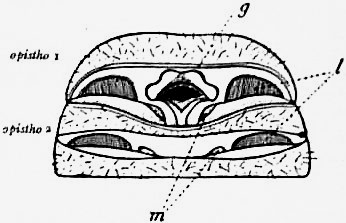
四肺類であるサソリモドキの後体第2-3節の書肺（m）。ワレイタムシもこのような構造をもつ。
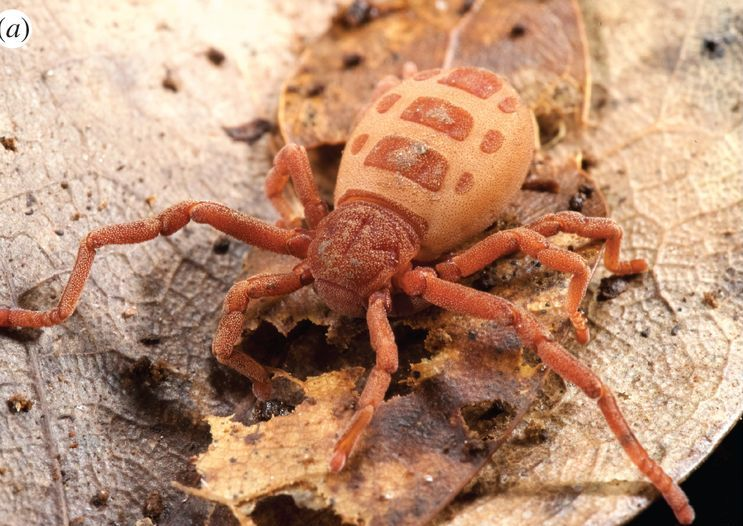
クツコムシの後体はワレイタムシのように横で3枚に分かれた背板をもつ。

また、四肺類の体制をもつ上で前述のクツコムシに似た特徴（3枚に細分される背板・背甲と第1背板の locking ridge・触肢先端の小さな鋏）も兼ね備えるため、ワレイタムシ類は、系統的位置が不確実なクツコムシの類縁関係を示唆する存在ともされる。もしクツコムシはワレイタムシの近縁であれば、この2群からなる単系統群が四肺類の姉妹群になる。広く認められる意見ではないが、クツコムシ自体がワレイタムシの派生群ではないかという説もある。

### 下位分類
2020年現在、9科36属70種のワレイタムシが記載される。ただし古くから記載される一部の種の区分は、該当生物の特徴より単に化石の保存状態の違いに基づいたため、種数は過大評価される可能性が高く、再検証は必要だと指摘される。Jones et al. (2014) による系統解析では、マルワレイタムシ科、ダニザトウワレイタムシ科、トゲワレイタムシ科は単系統群であるのに対して、Aphantomartidae 科・Kreischeriidae 科・デボンワレイタムシ科・ワレイタムシ科は非単系統群だと示唆される。ワレイタムシの形質の中で、デボンワレイタムシ科に見られる明瞭な側眼・発達した頭楯・縦長い後体・3枚に分かれる背板・癒合した第2と第3背板・第9背板の未分化は祖先形質で、特定の科に見られる側眼の欠如・頭楯の退化・幅広い後体・5枚に分かれる背板・分節した第2と第3背板・3枚以上に分かれる第9背板は二次的な固有派生形質と考えられる。
次のリストは特記しない限り分類体系・地質時代・シノニムとも Dunlop et al. 2020 に基づく。科は太字、1種のみを含む属は特記されない。科和名は小野 (2008) による。
- マルワレイタムシ科 Anthracomartidae（石炭紀）（= ゼニガタマルワレイタムシ科 Bracypygidae）
  - （属）Anthracomartus（15種）（= Brachylycosa, Cleptomartus, Coryphomartus, クリプトマルツス属[2] Cryptomartus, Oomartus, Perneria, Pleomartus, Promygale）
  - （属）Brachypyge
  - （属）Maiocercus
- ダニザトウワレイタムシ科 Anthracosironidae（デボン紀 - 石炭紀）
  - （属）Anthracosiro（2種、石炭紀）
  - （属）Arianrhoda（デボン紀）
  - （属）Vratislavia（石炭紀）
- （科）Aphantomartidae（デボン紀 - ペルム紀）（= クビナガワレイタムシ科 Trigonomartidae）
  - （属）Alkenia（デボン紀）
  - （属）Aphantomartus（3種、石炭紀 - ペルム紀）
- （科）Archaeomartidae（デボン紀）
  - （属）Archaeomartus
- トゲワレイタムシ科 Eophrynidae（石炭紀）
  - （属）Eophrynus（2種）
  - （属）Nyranytarbus（2種）
  - （属）Petrovicia
  - （属）Planomartus
  - （属）Pleophrynus（2種）
  - （属）Pocononia
  - （属）Somaspidion
  - （属）Stenotrogulus（= Cyclotrogulus, Pseudoeophrynus）
- （科）Kreischeriidae（石炭紀）
  - （属）Anzinia
  - （属）Gondwanarache
  - （属）Hemikreischeria
  - （属）Kreischeria
  - （属）Pseudokreischeria
- （科）Lissomartidae（石炭紀）
  - （属）Lissomartus（2種）
- デボンワレイタムシ科 Palaeocharinidae（デボン紀）
  - （属）Aculeatarbus
  - （属）Gelasinotarbus（4種）
  - （属）Gigantocharinus
  - （属）Gilboarachne
  - パレオカリヌス属 Palaeocharinus（6種）（=パレオカリノイデス属 Palaeocharinoides）
  - （属）Spinocharinus
- ワレイタムシ科 Trigonotarbidae（デボン紀 - 石炭紀）
  - （属）Trigonotarbus（3種、デボン紀 - 石炭紀）
- （科未定・不確実）
  - （属）Aenigmatarbus（石炭紀）
  - （属）Anthracophrynus（石炭紀）
  - （属）Aphantomartus（石炭紀）
  - （属）Areomartus（石炭紀）
  - （種）‘Eophrynus’ scharfi（ペルム紀）
  - （属）Namurotarbus（石炭紀）
  - （属）Palaeotarbus（シルル紀）（= Eotarbus）
  - （属）Permotarbus（ペルム紀）
  - （属）Tynecotarbus（石炭紀）[29]
- 疑問名
  - （種）Anthracomartus buchi（石炭紀）
  - （種）Anthracomartus hageni（石炭紀）
  - （種）Elaverimartus pococki（石炭紀）
  - （種）Eurymartus latus（石炭紀）
  - （種）?Eurymartus spinulosus（石炭紀）

### 研究史

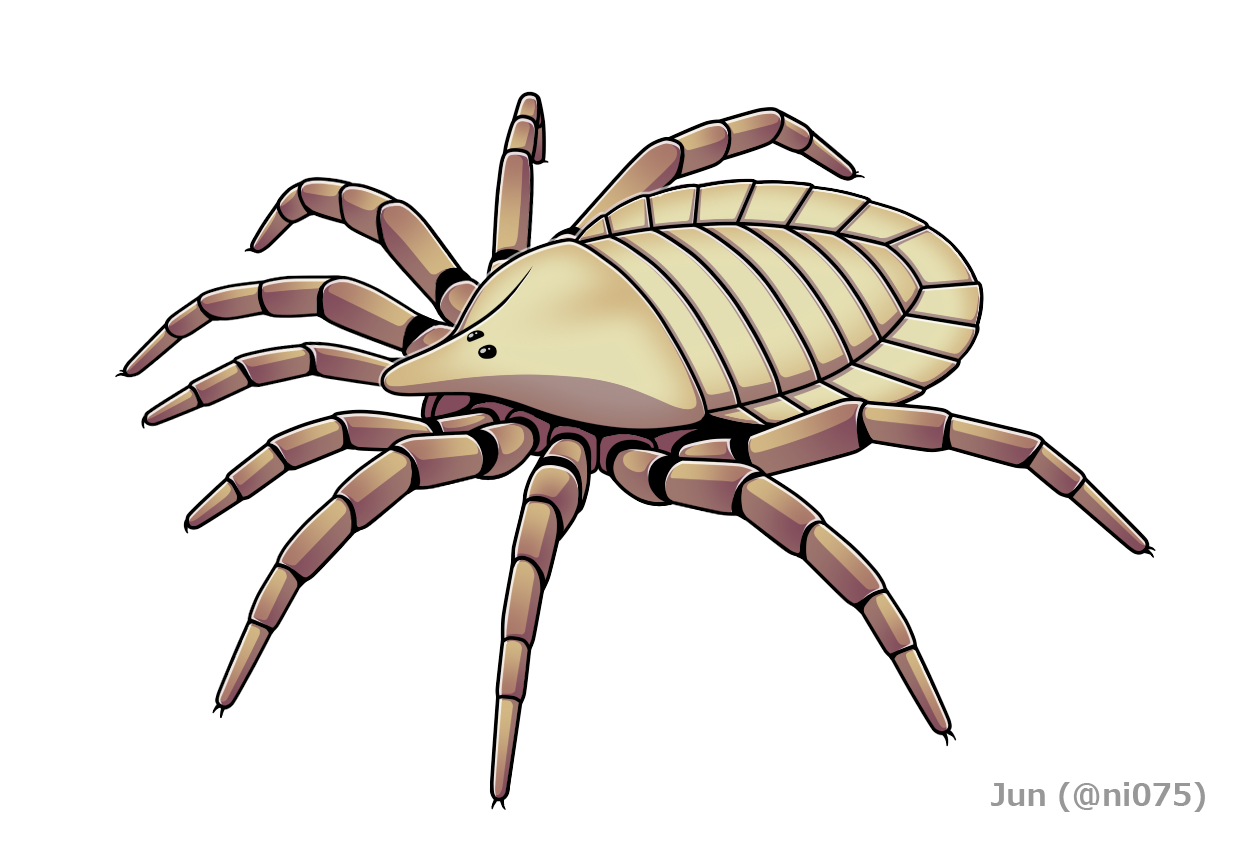
の復原図。本種はワレイタムシ類の学名「Trigonotarbida」の由来であり、研究史的に重要な種である。

最初期に記載されたワレイタムシ類の化石は、甲虫・カニムシ・カニなど、様々な節足動物と誤同定された。Karsch (1882) を初めとして、これらの化石節足動物はクモガタ類における1つの絶滅した分類群のものだと判明し、「Anthracomarti」（マルワレイタムシ目）と名付けられたが、その頃では別系統である短腹類（ムカシザトウムシ）をも含んだ。一方で、Thorell & Lindström (1885) ではワレイタムシ類に対して「Meridogastra」と名付けられた。Scudder (1884, 1890) では「Anthracomarti」が採用されたが、クモやクツコムシの見間違いである種類をもいくつか含まれた。Haase (1890) と Fric (1904) ではワレイタムシをザトウムシの一群と考えされたが、後者の記載は懐疑的で、一部のワレイタムシがクモの見間違いであることが Pocock (1910) に指摘された。このような一連の誤同定や混同は Pocock (1911) によって整えられ、「Anthracomarti」はワレイタムシ類のみを含む独立群になった。
その後の Petrunkevitch (1949) では、ワレイタムシ類は5枚に分かれた背板をもつ種類のみを含も「Anthracomarti」と残りのワレイタムシ類を含む「Trigonotarbida」（Trigonotarbus 属に因んで命名）の2群に分けられ、両者はお互いに別系統で、特に前者をコスリイムシ類に類縁と考えられた。ただし20世紀後期以降、この分類体系はいくつかの重要な特徴（書肺の発見・鋏角の形など）や Selden et al. (1991) 以降の多くの系統解析により否定され、ワレイタムシ類はむしろ上述のようにクモ・ウデムシ・サソリモドキ・ヤイトムシなどを含んだ系統群（四肺類）の基底から分岐した基盤的な単系統群である説の方が有力視される。こうしてワレイタムシ類は Dunlop (1996b) によって再統一され、「Trigonotarbida」をその正式学名として認めて、それ以降の文献に広く採用されるようになった。

## ギャラリー

### 化石

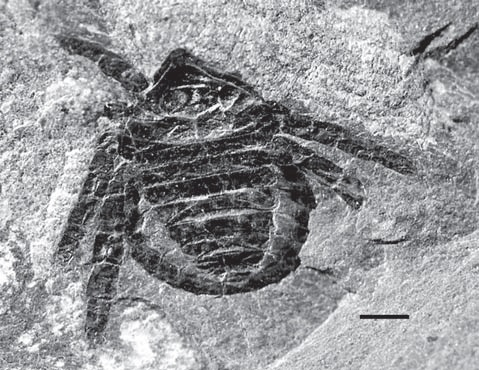
Namurotarbus roessleri（旧称Archaeomartus roessleri）
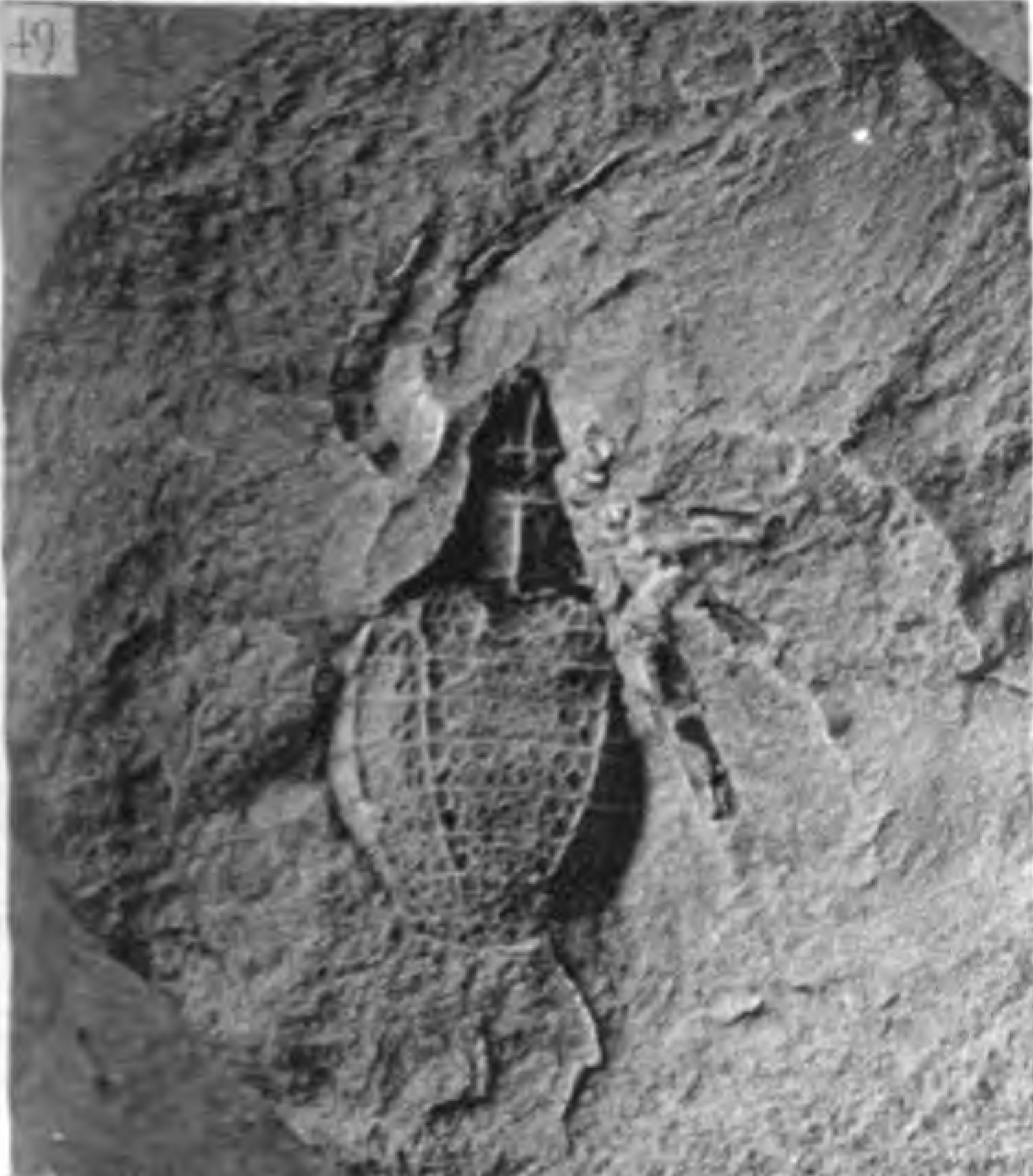
Aphantomartus sp.
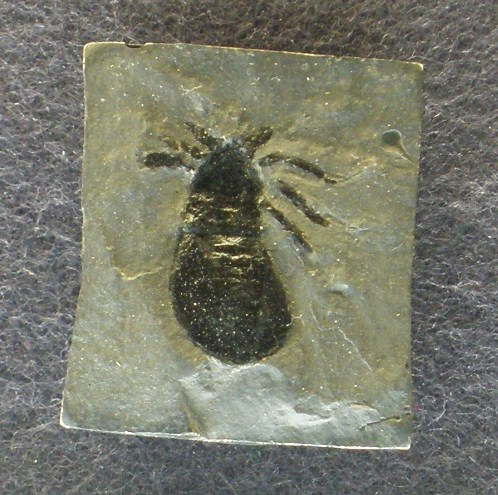
Cryptomartus rebskei
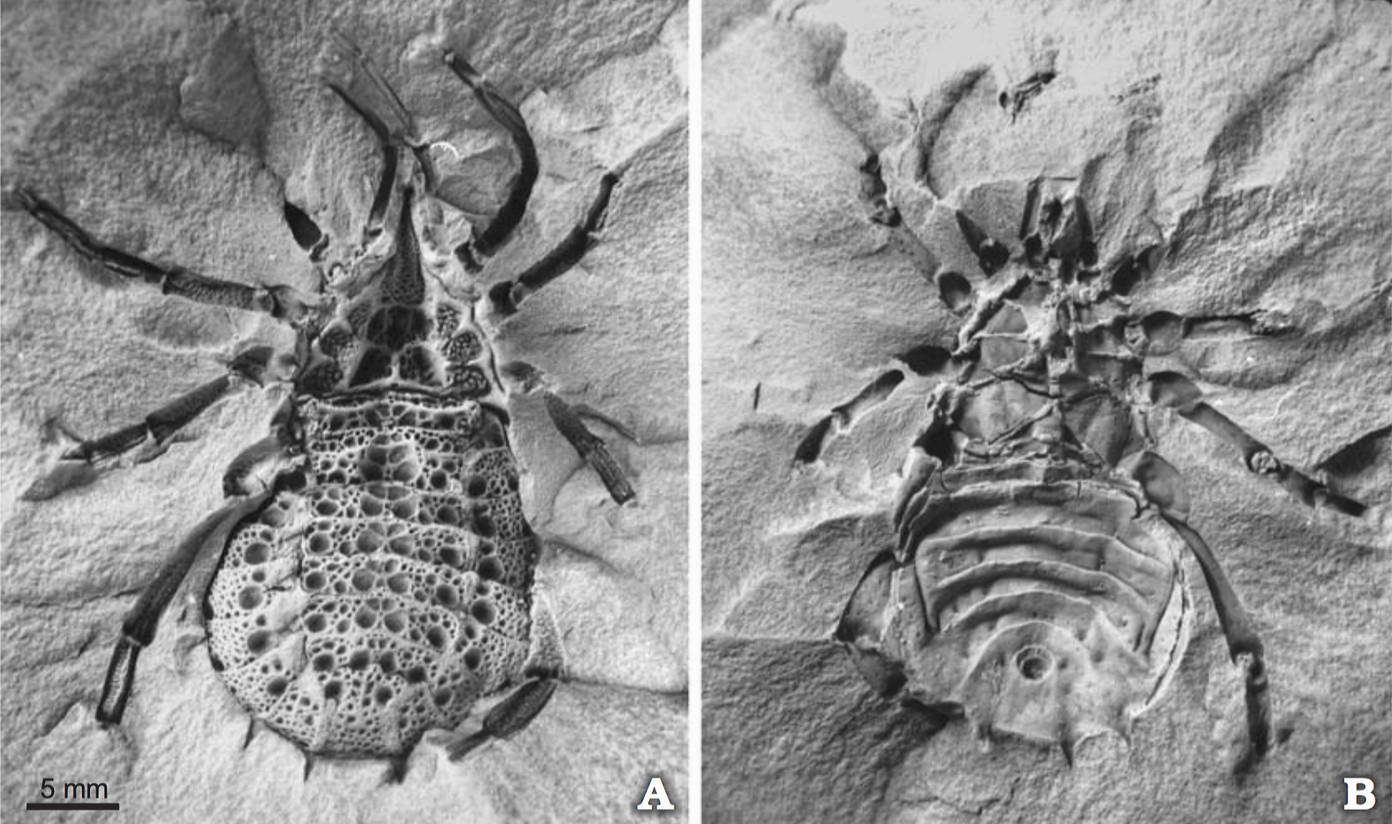
Eophrynus prestvicii
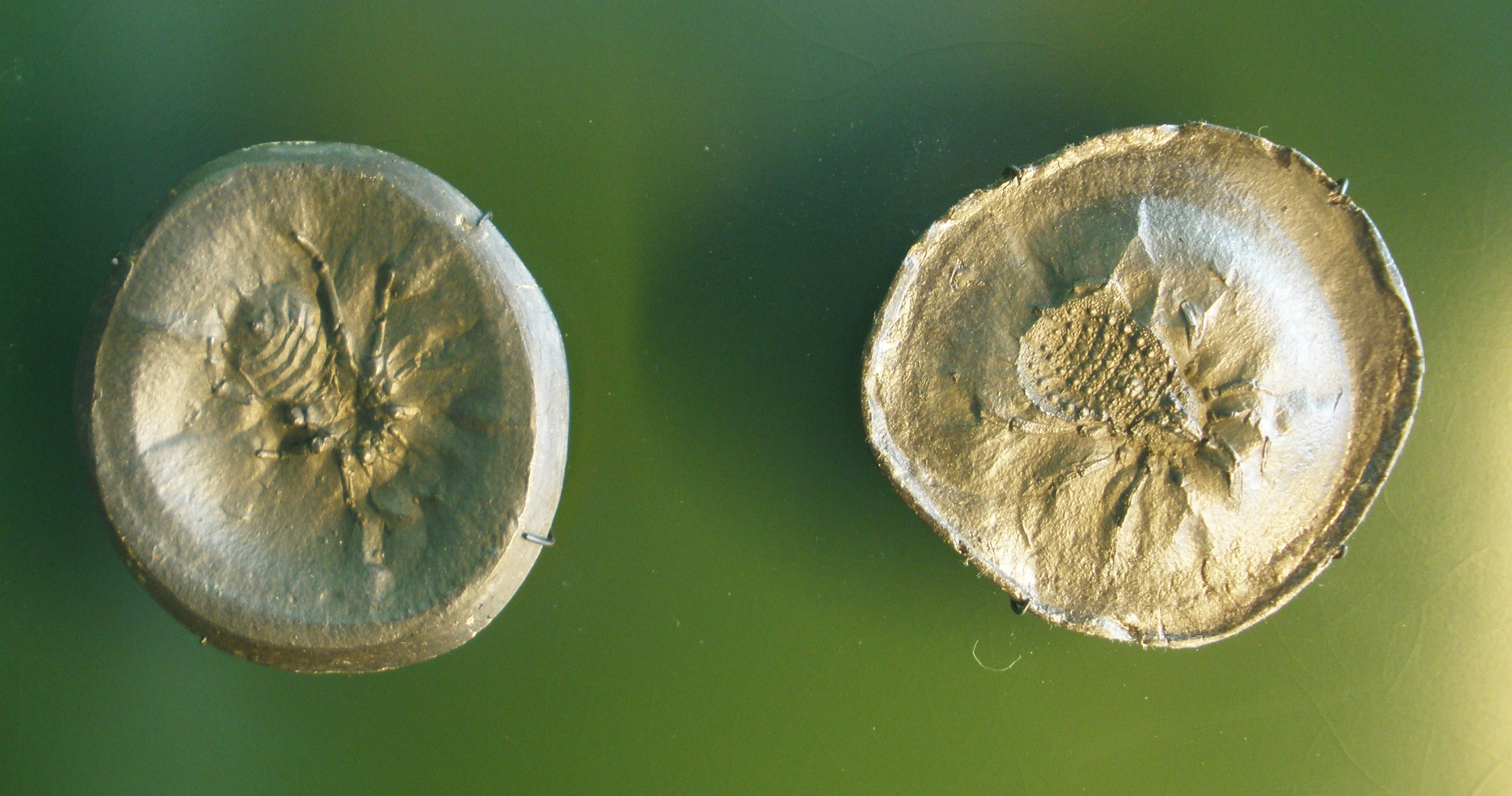
Eophrynus prestvicii
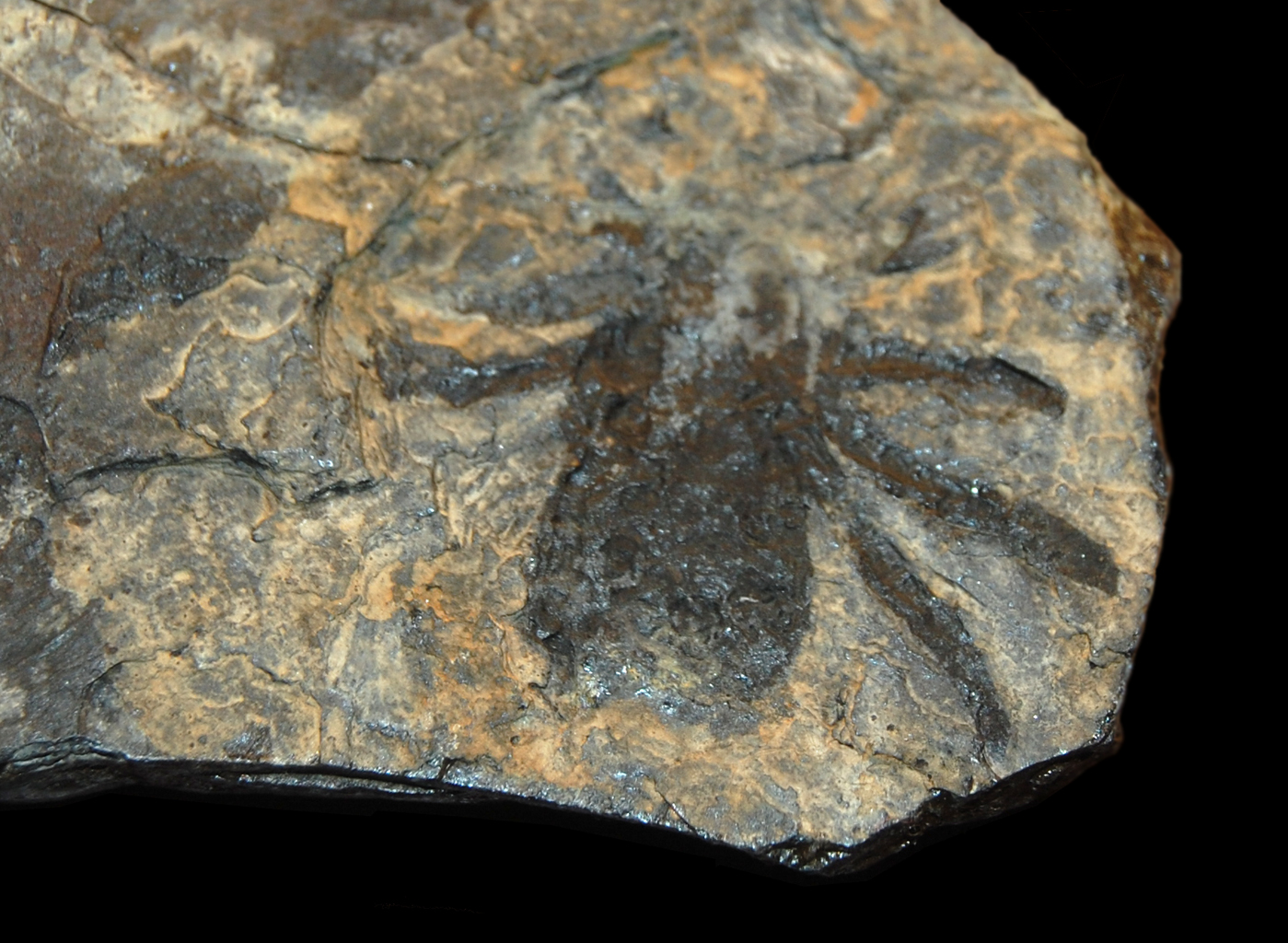
Kreischeria Vienna
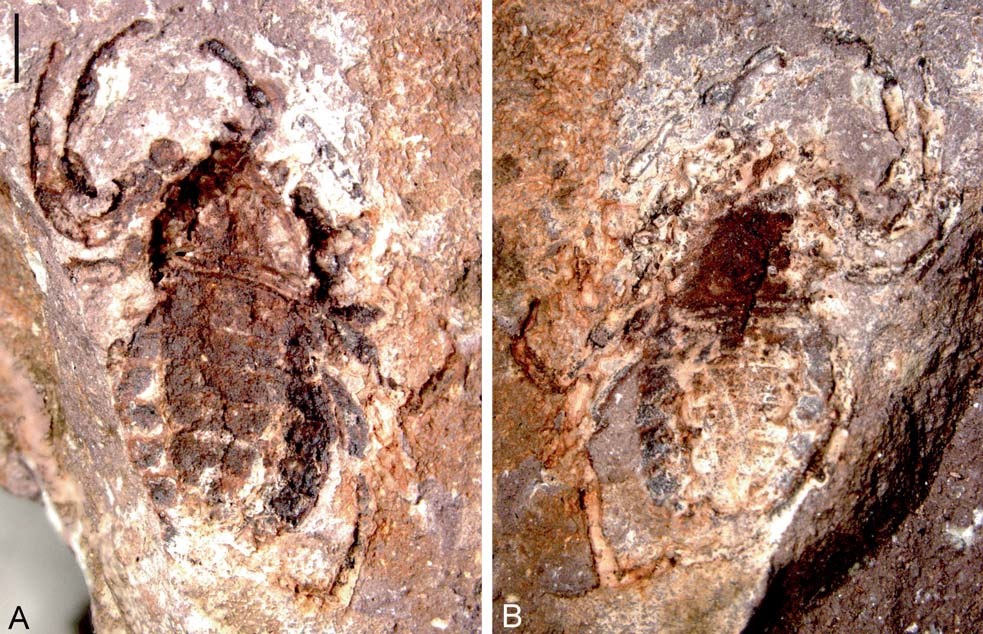
Permotarbus schuberti

### 復元

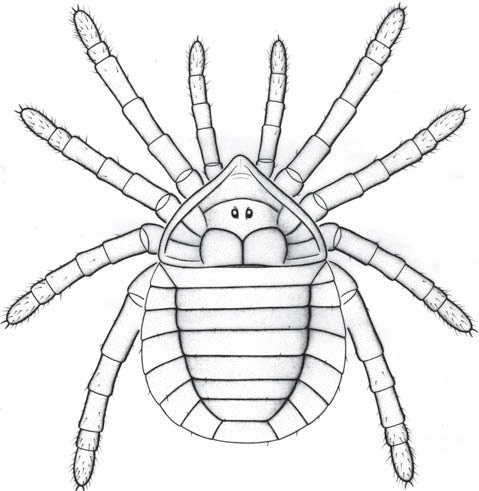
Namurotarbus roessleri（旧称 Archaeomartus roessleri）
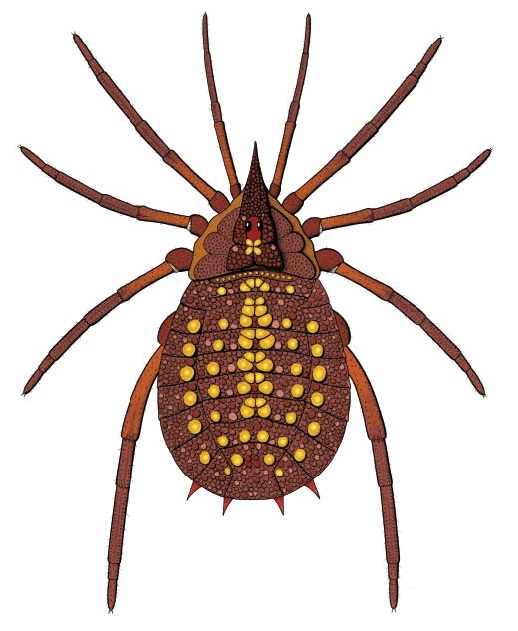
Eophrynus prestvicii
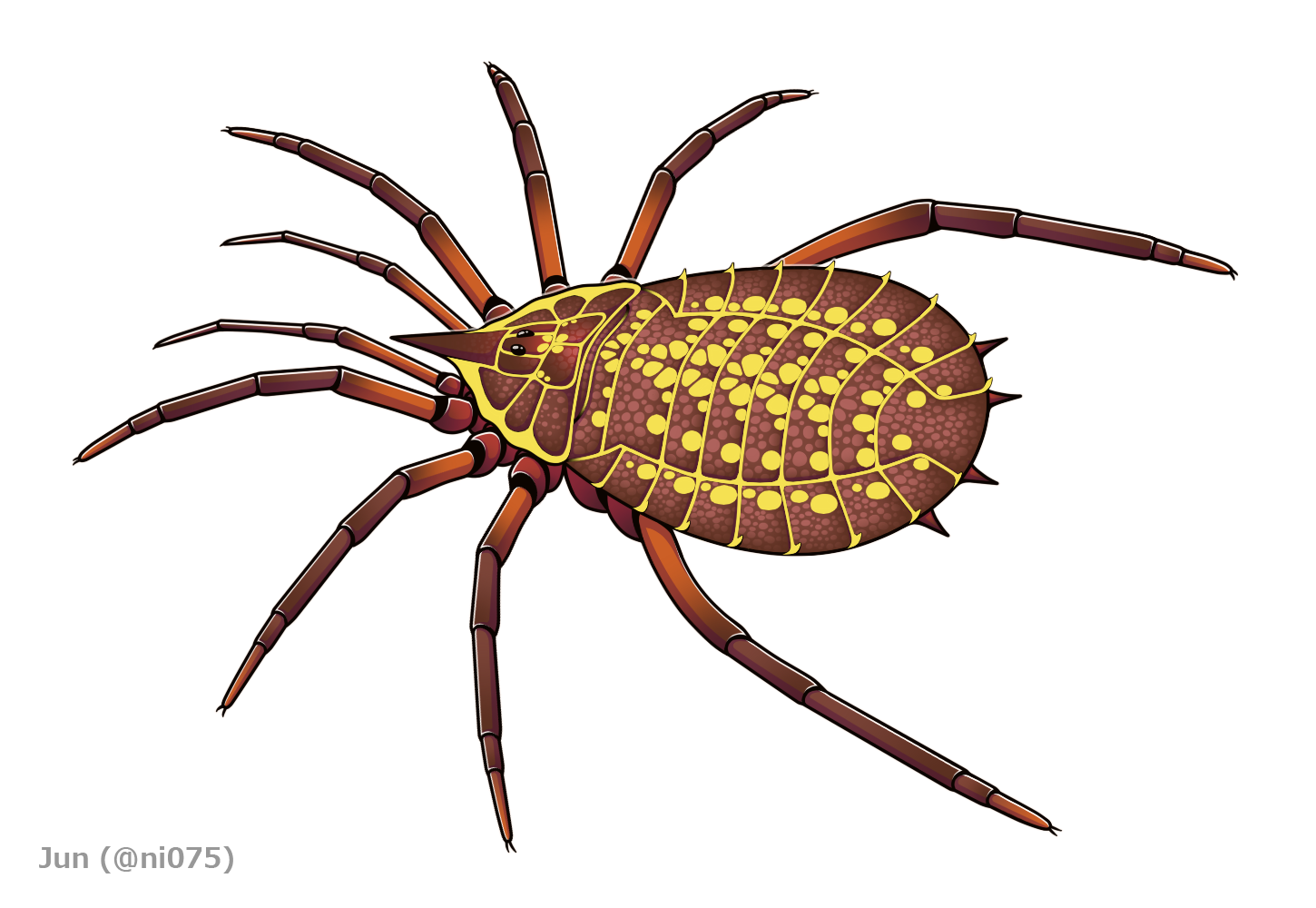
Eophrynus prestvicii
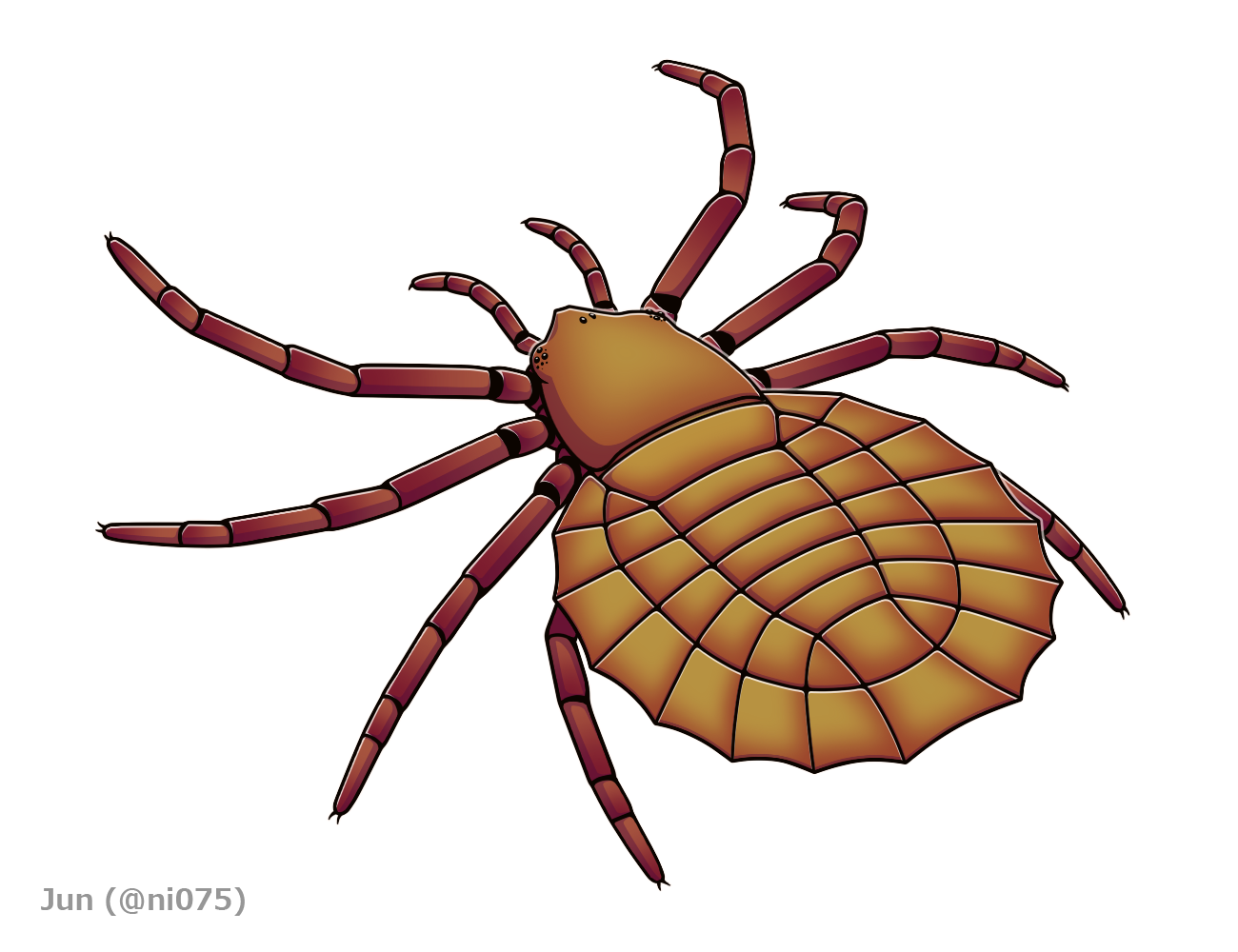
Maiocercus celticus
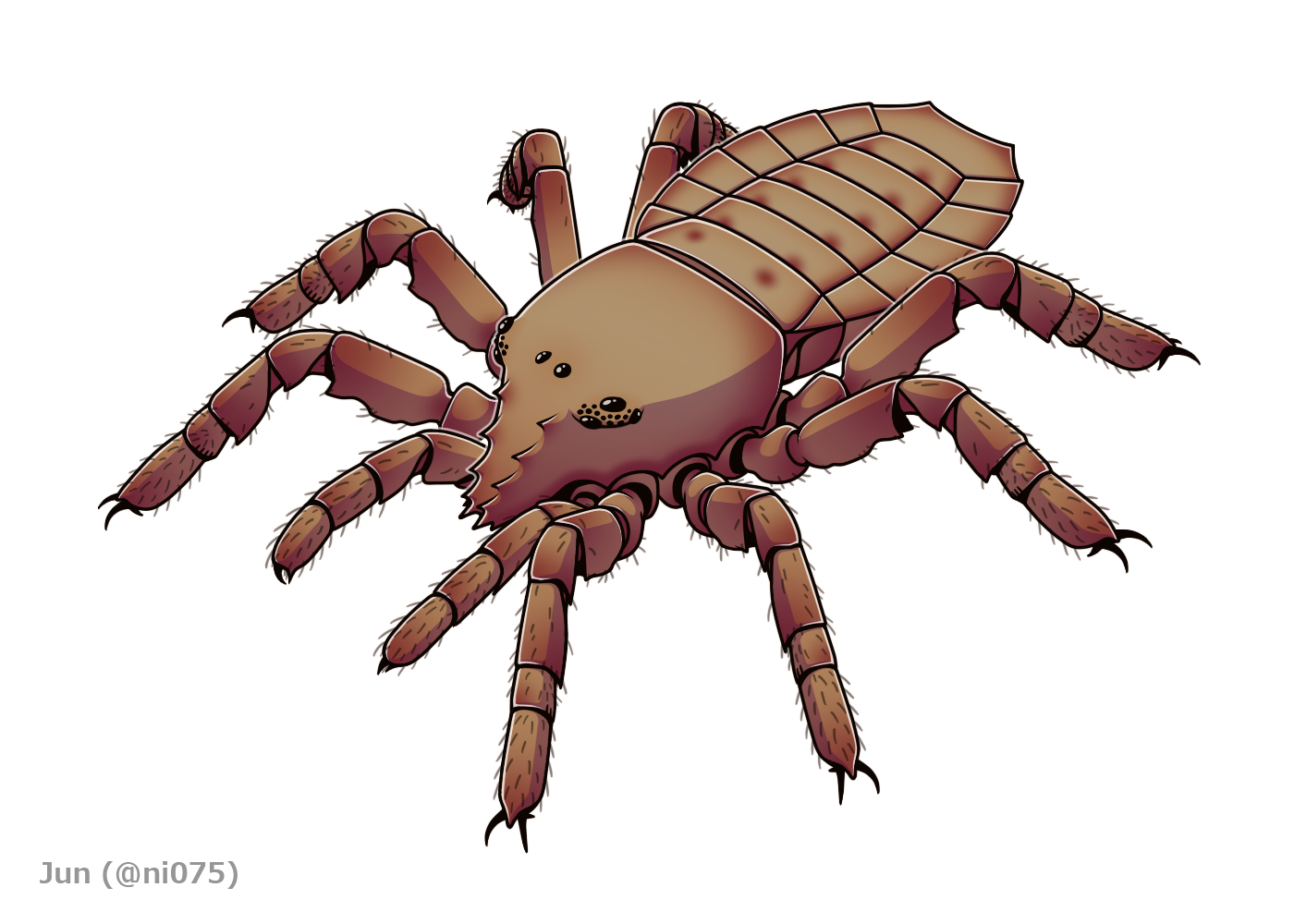
パレオカリヌス（Palaeocharinus rhyniensis）
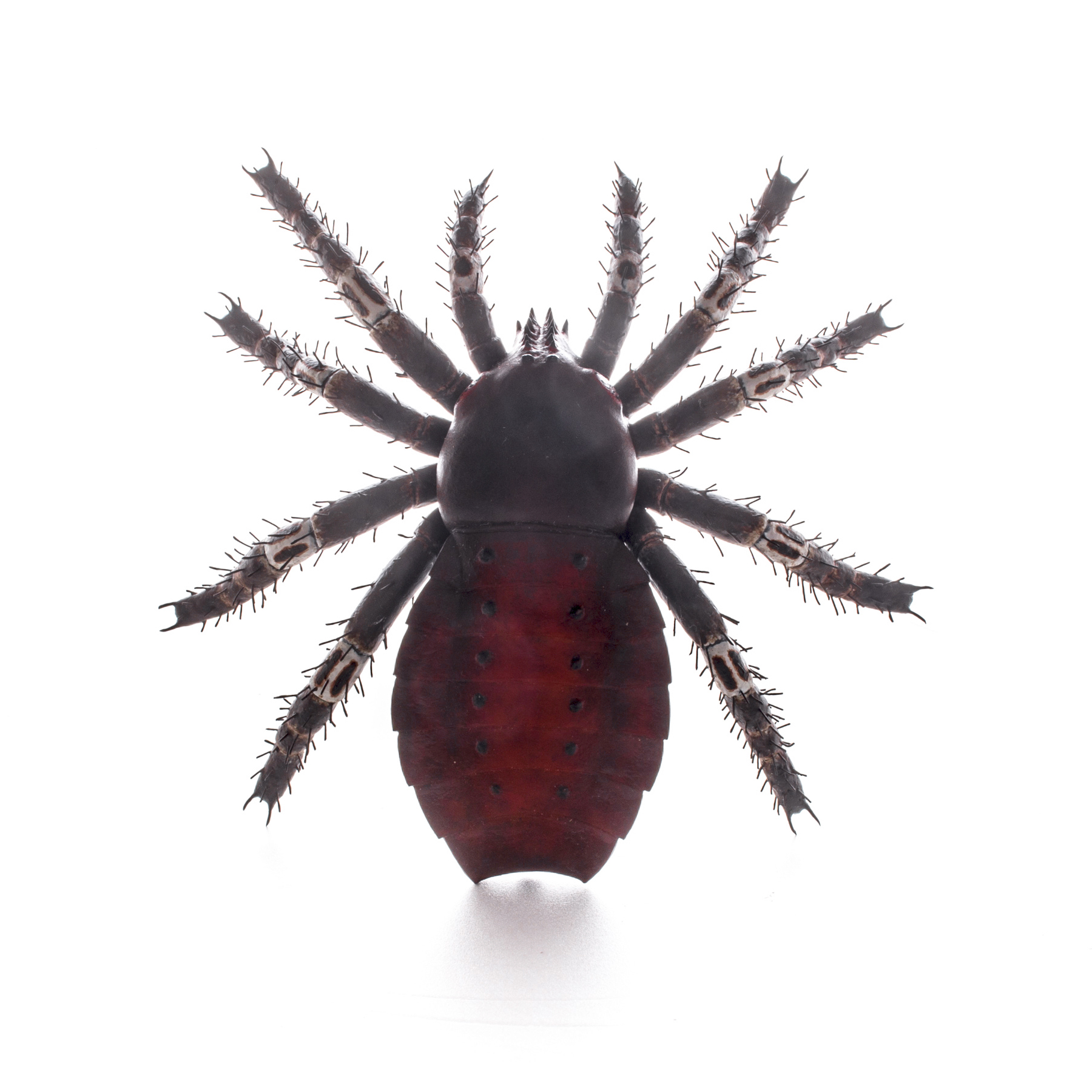
パレオカリヌス（Palaeocharinus rhyniensis）
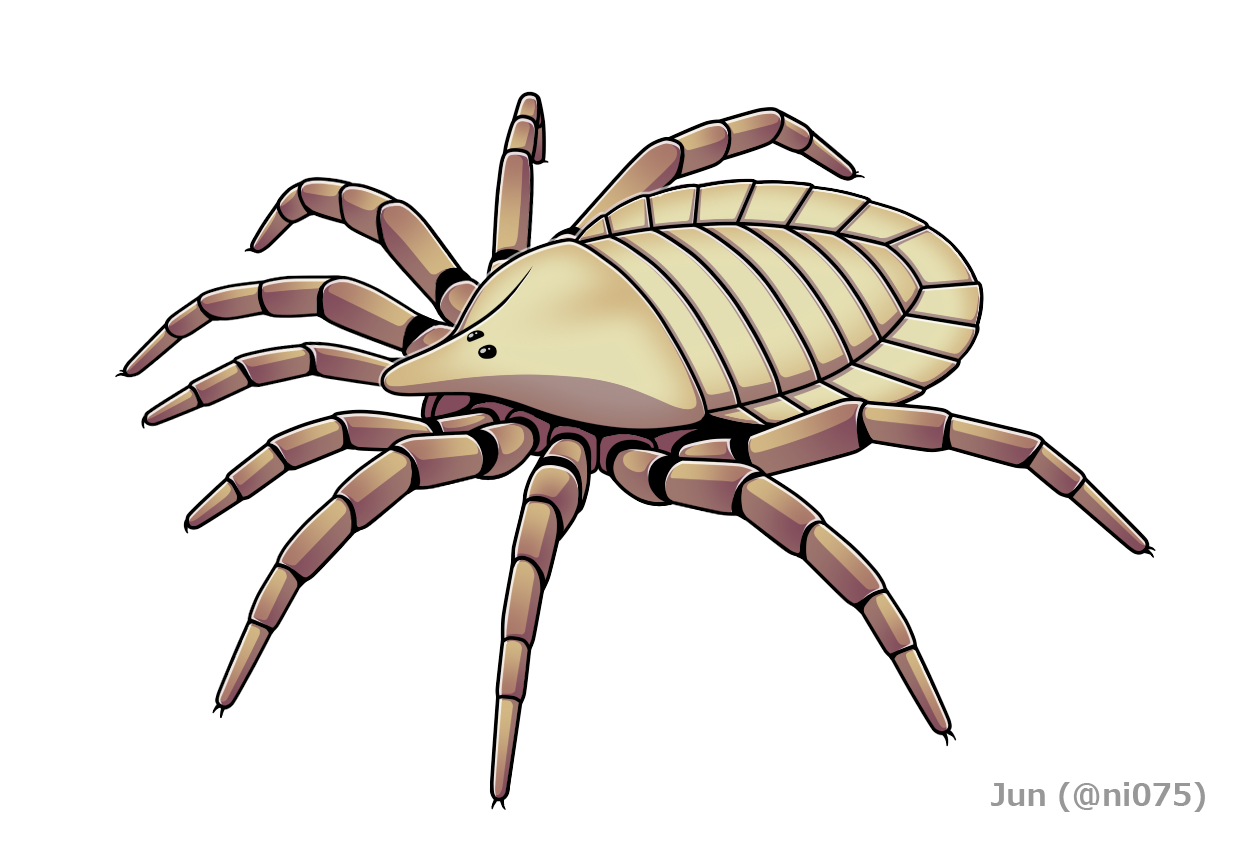
Trigonotarbus johnsoni